# Найим
Мохаммед Али Амар (англ. Mohammed Alí Amar ; родился 5 ноября 1966 года), более известный как Найим — испанский футболист, центральный полузащитник. Известен тем, что в финале Кубка Обладателей кубков УЕФА 1995 года забил победный мяч в добавленное время c 37 метров. В Ла-Лиге провел восемь сезонов, сыграл 130 игр и забил 5 голов. Игрок молодежных сборных Испании.

## Карьера
В возрасте 12 лет покинул родную Сеуту и присоединяется к молодёжной академии Ла-Масия клуба «Барселоны». В то время как главной командой управлял Терри Венейблс, часто привлекался в основу, но на поле в течение двух сезонов выходил редко. В ноябре 1988 года Найим отправился в аренду в «Тоттенхэм Хотспур», который тренировал все тот же Терри Венейблс (за сезон 1988-89 сыграл 11 игр и забил трижды). На следующий год перешёл в клуб на постоянной основе за £400 000.
Известен голом за испанскую «Сарагосу» в финале Кубка обладателей кубков 1995 против лондонского «Арсенала» (2:1) в ворота Дэвида Симена, забитым метров с сорока на последней минуте дополнительного времени и принесшим победу «Сарагосе» в этом турнире.

## Достижения
«Барселона»
- Кубок Испании по футболу: 1987/88

 «Тоттенхэм Хотспур»
- Кубок Англии по футболу: 1990/91

 «Реал Сарагоса»
- Кубок Испании по футболу: 1993/94
- Кубок обладателей кубков УЕФА: 1994/95

 Сборная Испании (до 20)
- Финалист чемпионат мира по футболу (до 20 лет):1985